# San Francisco, Choluteca
San Francisco är en ort i Honduras.   Den ligger i departementet Choluteca, i den södra delen av landet, 90 km söder om huvudstaden Tegucigalpa. San Francisco ligger 1 142 meter över havet och antalet invånare är 883.
Terrängen runt San Francisco är lite bergig. Runt San Francisco är det glesbefolkat, med 20 invånare per kvadratkilometer. Närmaste större samhälle är San Marcos de Colón, 13,1 km nordost om San Francisco. 